# The Maw
The Maw est un jeu vidéo d'action-aventure développé par Twisted Pixel Games sur Xbox Live Arcade puis porté sur PC. Il est sorti le 21 janvier 2009 aux États-Unis.  Le jeu a été nommé à l'Independent Games Festival 2009 dans la catégorie Technical Excellence. 

## Système de jeu
Le synopsis du jeu repose sur l'incarnation d'un petit alien, Frank, qui se lie d'amitié avec une créature mauve ressemblant à boule de guimauve, The Maw. The Maw a la capacité d'absorber les caractéristiques de tous les êtres vivants en les avalant. Le but du jeu est de conduire le duo à travers les obstacles et énigmes de 8 niveaux.

## Contenu téléchargeable
Le jeu a trois contenus téléchargeables :
- Brute Force
- River Redirect
- The Speeder Lane